# Gangkofen
Gangkofen é um município da Alemanha, situado no distrito de Rottal-Inn, no estado da Baviera. Tem 108,79 km² de área, e sua população em 2019 foi estimada em 6.510 habitantes.